# Kawasaki Z1300
La Kawasaki Z1300 è una motocicletta della casa motociclistica giapponese Kawasaki prodotta dal 1978 al 1989.
La peculiarità tecnica della moto è quella di adottare un motore a 6 cilindri in linea raffreddato a liquido, tra le prime moto di grande cubatura a farne uso.

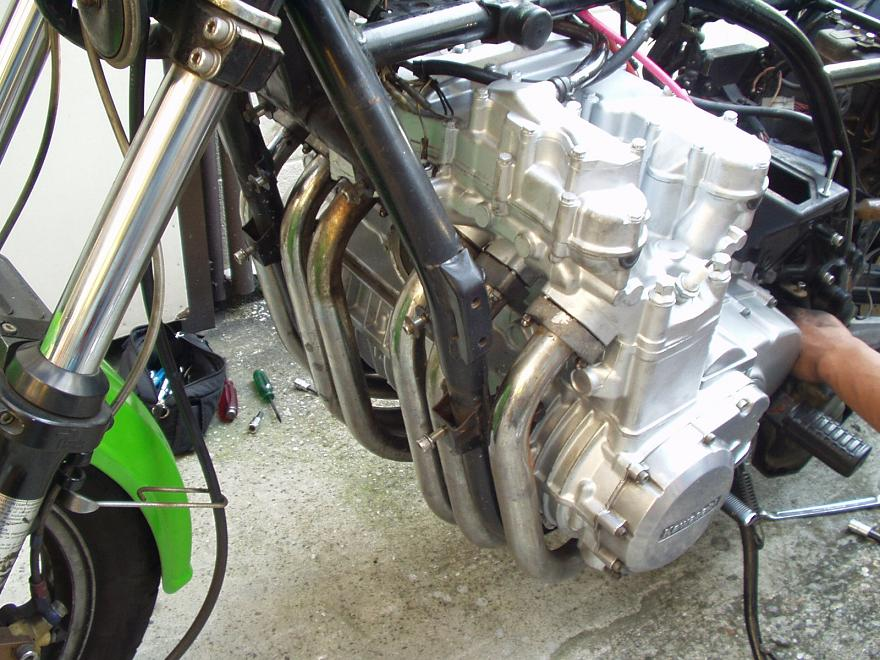
Dettaglio del motore

## Profilo e tecnica

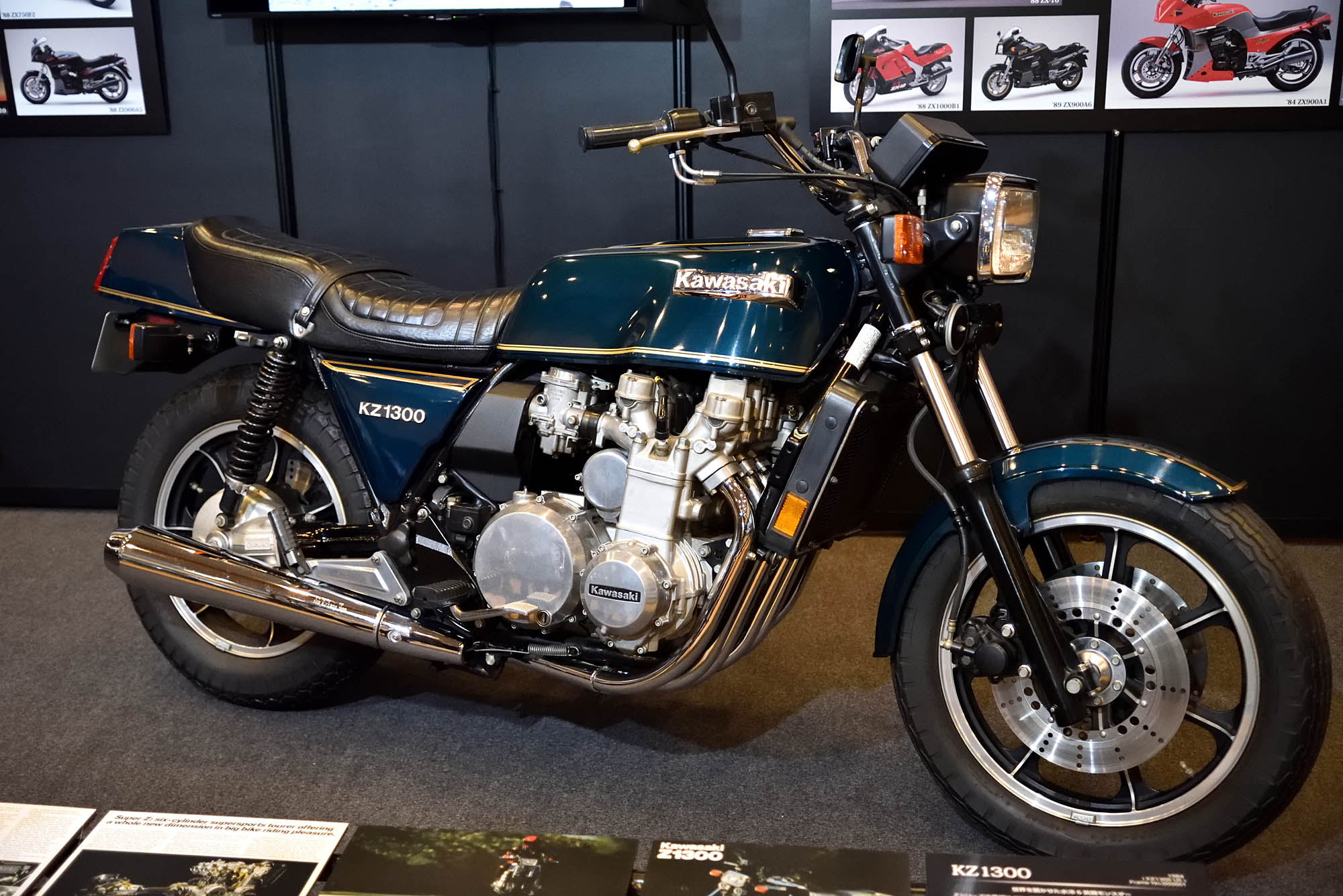
KZ1300 con specifiche per gli USA

È dotata di un propulsore a 4 tempi con raffreddamento a liquido dalla cilindrata totale di 1286 cm³. Il motore a sei cilindri in linea è dotato di 12 valvole (2 per cilindro) azionate mediante due alberi a camme in testa. Il cambio è a cinque marce, con trasmissione finale a cardano. Il motore era del tipo sottoquadrato a corsa lunga pari a 71 mm e con l'alesaggio di 62 mm; ciò mantenevano ridotta la larghezza del motore, ma l'elevata velocità si rotazione del pistone limitava il numero massimo di giri. Durante i suoi dieci anni di produzione, l'alimentazione è passata dagli iniziali 3 carburatori doppio corpo alla successiva iniezione elettronica. Il sistema di iniezione del carburante è stato adottato principalmente per migliorare il consumo di carburante, e per aumentare potenza e coppia.
Quando venne lanciata sul mercato, la sua potenza era superiore ai 120 CV (89 kW). La rivista Cycle World registro un tempo da 0 a 1/4 di miglio (da 0 a 400 m) nel 1979 di 11,93 secondi von velocità d'uscita so 114,79 mph (184,74 km/h) e uno 0 a 60 mph (0-97 km/h) in 4,01 secondi.

## Storia
Presentazione all'IFMA di Colonia nel 1978, fu la prima motocicletta a sei cilindri raffreddata a liquido, inizialmente con tre doppi carburatori Mikuni BSW 32 e con una potenza di 120 CV. Nel novembre dello stesso anno, Kawasaki presentò il nuovo modello alla stampa europea a Malta e alla stampa americana a Las Vegas. Nel 1983 venne introdotta iniezione elettronica e la potenza crebbe a 130 CV.
La Kawasaki Z1300 venne prodotta in 4 versioni: Z1300, KZ1300, ZG1300 e ZN1300. Il modello per gli Stati Uniti era dotato di parabrezza, motovaligie e telaio rinforzato. Questo modello venne chiamato "Voyager". Gli ultimi 200 esemplari (costruiti solo per l'America nel 1989), furono denominati "Legendary Six", ed erano dotati di uno speciale logo sul serbatoio del carburante.